# 2004 TT357
2004 TT357, também escrito como 2004 TT357, é um corpo menor que está localizado no disco disperso, uma região do Sistema Solar. Este corpo celeste está em uma ressonância orbital de 2:5 com o planeta Netuno. Ele possui uma magnitude absoluta de 7,7 e tem um diâmetro estimado com cerca de 127 km.

## Descoberta
2004 TT357 foi descoberto no dia 19 de agosto de 2004 pelo astrônomo Marc W. Buie.

## Órbita
A órbita de 2004 TT357 tem uma excentricidade de 0,430 e possui um semieixo maior de 55,298 UA. O seu periélio leva o mesmo a uma distância de 31,497 UA em relação ao Sol e seu afélio a 79,099 UA.